# Oukaimden
Oukaimden (en àrab أوكايمدن, Ūkāymdan; en amazic ⵓⴽⴰⵢⵎⴷⴰⵏ) és una comuna rural de la província d'Al Haouz, a la regió de Marràqueix-Safi, al Marroc. Segons el cens de 2014 tenia una població total de 4.861 persones.